# Kasuga
Kasuga (japanska: 春日市?, Kasuga-shi) är en stad i Fukuoka prefektur i Japan. Staden fick stadsrättigheter 1972.